# Diego Cánepa
Pour les articles homonymes, voir Canepa.
Diego Cánepa Baccino, né le 26 avril 1972 à Montevideo, est un avocat et homme politique uruguayen. Il est membre du parti socialiste démocratique Nuevo Espacio, que conduit le sénateur Rafael Michelini, et qui est membre de la coalition Front Large, qui dirige l'Uruguay depuis l'année 2005. Lors des élections générales de 2009, il est en tête d'une liste autonome (Movimiento Canarios) au sein du Front large, alliée au CAP-L et à l'Axe artiguiste.

## Jeunesse et premiers engagements
Il milite d'abord à l'Université, intégrant direction politique de la Fédération d'Étudiants Universitaires de l'Uruguay (FEUU) entre les années 1992 et 1997.
Il est membre du Parti par le Gouvernement du Peuple (PGP, social-démocrate) et représentant de la Jeunesse 99 dans l'Union internationale de la jeunesse socialiste (IUSY) jusqu'à l'année 1994. Durant l'année 1994 après la création du parti Nuevo Espacio, il est son premier représentant devant l'IUSY.

## Carrière parlementaire
Il est élu député en 2004 dans le département de Montevideo sur les listes du Front large. À la Chambre de Représentants il est membre des commissions de la Constitution,  des Codes, Législation Générale et Administration ; Affaires Internationales ; Éducation et Culture ; Industrie, Énergie et Industrie minière ;  Logement, Territoire et Environnement ; et la Commission Spéciale du Innovation, Recherche, Science et Technologie. 
Pendant les années 2008-2009 c'est le Coordinateur du Groupe Parlementaire du “Frente Amplio”.
Il intègre la Commission Parlementaire Conjointe du Mercosur jusqu'à l'année 2006, et avec la mise en place du Parlement du Mercosur.
En 2008 il est élu président de le Commission permanente de la Démocratie et des Droits de l'homme de l'Union interparlementaire.